# Saison 2009-2010 de la Celtic League
Navigation
Celtic League 2008-2009 Celtic League 2010-2011
La saison 2009-2010 de la Celtic League, ou Magners League du nom de son sponsor du moment, voit s'affronter dix franchises écossaises, galloises et irlandaises. Le championnat débute le 4 septembre 2009 pour s'achever par une finale prévue le 29 mai 2010. La première phase est dite régulière avec des doubles confrontations en matchs aller-retour. À l'issue des dix-huit journées de la phase régulières, les quatre premières équipes sont qualifiées la phase de play-off avec des demi-finales et une finale pour l'attribution du titre.
Les Ospreys remportent la compétition en battant 17-12 le Leinster en finale.

## Liste des équipes en compétition
| Franchises irlandaises - Connacht - Leinster - Munster - Ulster | Franchises écossaises - Édimbourg Rugby - Glasgow Warriors | Franchises galloises - Cardiff Blues - Newport Gwent Dragons - Scarlets - Ospreys |

## Résumé des résultats

### Classement de la phase régulière
| Rang | Franchise             | J  | V  | N | D  | Bo | Bd | Pm  | Pe  | Diff | Pts |
| ---- | --------------------- | -- | -- | - | -- | -- | -- | --- | --- | ---- | --- |
| 1    | Leinster              | 18 | 13 | 0 | 5  | 1  | 2  | 359 | 295 | +64  | 55  |
| 2    | Ospreys               | 18 | 11 | 1 | 6  | 3  | 3  | 384 | 298 | +86  | 52  |
| 3    | Glasgow Warriors      | 18 | 11 | 2 | 5  | 2  | 1  | 390 | 321 | +69  | 51  |
| 4    | Munster (T)           | 18 | 9  | 0 | 9  | 3  | 6  | 319 | 282 | +37  | 45  |
| 5    | Cardiff Blues         | 18 | 10 | 0 | 8  | 2  | 2  | 349 | 315 | +34  | 44  |
| 6    | Édimbourg Rugby       | 18 | 8  | 0 | 10 | 4  | 5  | 385 | 391 | -6   | 41  |
| 7    | Newport Gwent Dragons | 18 | 8  | 1 | 9  | 3  | 2  | 333 | 378 | -45  | 39  |
| 8    | Ulster                | 18 | 7  | 1 | 10 | 4  | 2  | 357 | 370 | -13  | 36  |
| 9    | Scarlets              | 18 | 5  | 0 | 13 | 1  | 8  | 361 | 382 | -21  | 29  |
| 10   | Connacht              | 18 | 5  | 1 | 12 | 0  | 4  | 254 | 459 | -205 | 26  |

|  | Qualifiés pour la phase finale (no 1, no 2, no 3, no 4). |
|  | T : Tenant du titre 2010                                 |

Attribution des points : victoire : 4, match nul : 2, défaite : 0 ; plus les bonus (offensif : 4 essais marqués ; défensif : défaite par 7 points d'écart maximum).
Règles de classement : 1. Nombre de victoires ; 2.différence de points ; 3. nombre d'essais marqués ; 4. nombre de points marqués ; 5. différence d'essais ; 6. rencontre supplémentaire si la première place est concernée sinon nombre de cartons rouges, puis jaunes.

### Phase finale
Les quatre premiers de la phase régulière sont qualifiés pour les demi-finales. L'équipe classée première affronte à domicile celle classée quatrième alors que la seconde reçoit la troisième.
|  | Demi-finales                            | Demi-finales                       |              |    | Finale                             | Finale                             |
|  | Demi-finales                            | Demi-finales                       |              |    | Finale                             | Finale                             |
|  |                                         |                                    |              |    |                                    |                                    |
|  | 15 mai 2010 à la RDS Arena, Dublin      | 15 mai 2010 à la RDS Arena, Dublin |              |    | 29 mai 2010 à la RDS Arena, Dublin | 29 mai 2010 à la RDS Arena, Dublin |
|  | 15 mai 2010 à la RDS Arena, Dublin      | 15 mai 2010 à la RDS Arena, Dublin |              |    | 29 mai 2010 à la RDS Arena, Dublin | 29 mai 2010 à la RDS Arena, Dublin |
|  | [1] Leinster                            | 16                                 |              |    | 29 mai 2010 à la RDS Arena, Dublin | 29 mai 2010 à la RDS Arena, Dublin |
|  | [1] Leinster                            | 16                                 |              |    | 29 mai 2010 à la RDS Arena, Dublin | 29 mai 2010 à la RDS Arena, Dublin |
|  | [4] Munster                             | 6                                  |              |    | 29 mai 2010 à la RDS Arena, Dublin | 29 mai 2010 à la RDS Arena, Dublin |
|  | [4] Munster                             | 6                                  | [1] Leinster | 12 |                                    |                                    |
|  | 14 mai 2010 au Liberty Stadium, Swansea |                                    | [1] Leinster | 12 |                                    |                                    |
|  |                                         | [2] Ospreys                        | 17           |    |                                    |                                    |
|  | [2] Ospreys                             | [2] Ospreys                        | 17           | 20 |                                    |                                    |
|  | [2] Ospreys                             |                                    |              | 20 |                                    |                                    |
|  | [3] Glasgow Warriors                    | 5                                  |              |    |                                    |                                    |
|  | [3] Glasgow Warriors                    | 5                                  |              |    |                                    |                                    |

## Résultats détaillés

### Résultats des matchs de la phase régulière

#### Tableau synthétique des résultats
L'équipe qui reçoit est indiquée dans la colonne de gauche.
| Clubs                 | CAR   | CON   | DRA   | EDI   | GLA   | SCA   | LEI   | MUN   | OSP   | ULS   |
| --------------------- | ----- | ----- | ----- | ----- | ----- | ----- | ----- | ----- | ----- | ----- |
| Cardiff Blues         |       | 21-9  | 42-13 | 21-22 | 5-21  | 19-15 | 20-29 | 13-12 | 20-12 | 19-9  |
| Connacht              | 18-16 |       | 16-3  | 22-21 | 19-19 | 16-10 | 27-13 | 12-18 | 12-19 | 6-30  |
| Newport Gwent Dragons | 14-20 | 23-10 |       | 49-28 | 30-19 | 9-14  | 30-14 | 31-22 | 28-20 | 23-6  |
| Édimbourg Rugby       | 21-12 | 62-13 | 8-9   |       | 15-22 | 24-20 | 19-21 | 12-7  | 31-17 | 25-37 |
| Glasgow Warriors      | 7-30  | 34-20 | 27-19 | 25-12 |       | 19-11 | 30-6  | 22-9  | 16-26 | 25-18 |
| Scarlets              | 16-39 | 58-10 | 18-3  | 16-17 | 32-37 |       | 18-16 | 20-22 | 14-21 | 25-8  |
| Leinster              | 23-6  | 17-14 | 23-14 | 37-28 | 20-14 | 27-14 |       | 30-0  | 20-16 | 15-3  |
| Munster               | 24-13 | 35-3  | 27-3  | 19-12 | 27-19 | 23-17 | 15-16 |       | 11-15 | 24-10 |
| Ospreys               | 26-0  | 19-17 | 42-10 | 31-10 | 9-9   | 27-19 | 11-18 | 19-14 |       | 16-20 |
| Ulster                | 24-33 | 41-10 | 22-22 | 13-16 | 13-25 | 45-24 | 16-14 | 15-10 | 27-38 |       |

|  | Victoire à domicile |  | Match nul |  | Défaite à domicile |

#### Détail des résultats
Les points marqués par chaque équipe sont inscrits dans les colonnes centrales (3-4) alors que les essais marqués sont donnés dans les colonnes latérales (1-6). Les points de bonus sont symbolisés par une bordure bleue pour les bonus offensifs (quatre essais ou plus marqués), orange pour les bonus défensifs (défaite avec au plus sept points d'écart), rouge si les deux bonus sont cumulés. 

### Demi-finales
| 14 mai 2010 19:05 WET | Ospreys | 20 - 5 (7 - 0) | Glasgow Warriors         | Liberty Stadium, Swansea 7 079 spectateurs Arbitre : George Clancy |
| 14 mai 2010 19:05 WET | Essai(s) : Williams (9e), Hook (54e) Transformation(s) : Biggar 2 (9e, 54e) Pénalité(s) : Biggar 2 (51e, 78e) |                | Essai(s) : Thomson (52e) | Liberty Stadium, Swansea 7 079 spectateurs Arbitre : George Clancy |
| 14 mai 2010 19:05 WET | |                |                          | Liberty Stadium, Swansea 7 079 spectateurs Arbitre : George Clancy |

| 15 mai 2010 20:00 WET | Leinster                                                                                         | 16 - 6 (3 - 3) | Munster                                           | RDS Arena, Dublin 19 750 spectateurs Arbitre : Nigel Owens |
| 15 mai 2010 20:00 WET | Essai(s) : Kearney (44e) Transformation(s) : Sexton (45e) Pénalité(s) : Sexton 3 (18e, 50e, 58e) |                | Pénalité(s) : O'Gara (29e) Drop(s) : O'Gara (41e) | RDS Arena, Dublin 19 750 spectateurs Arbitre : Nigel Owens |
| 15 mai 2010 20:00 WET |                                                                                                  |                |                                                   | RDS Arena, Dublin 19 750 spectateurs Arbitre : Nigel Owens |

### Finale
29 mai 2010 à la RDS Arena, Dublin
Points marqués :
- Leinster : 4 pénalités de Sexton (23e, 45e, 62e, 71e)

- Ospreys : 2 essais de Bowe (20e) et Byrne (35e), 2 transformations de Biggar (20e, 35e) et 1 pénalité de Biggar (48e)

Évolution du score : 0-7, 3-7, 3-14, 6-14, 6-17, 9-17, 12-17
Arbitre : Chris White
Résumé
Composition des équipes
- Leinster
  - Titulaires : 15 Rob Kearney, 14 Shane Horgan, 13 Brian O'Driscoll, 12 Gordon D'Arcy, 11 Isa Nacewa, 10 Jonathan Sexton, 9 Eoin Reddan, 8 Jamie Heaslip, 7 Shane Jennings, 6 Kevin McLaughlin, 5 Malcolm O'Kelly, 4 Nathan Hines, 3 CJ van der Linde, 2 John Fogarty, 1 Stan Wright
  - Remplaçants : 16 Richardt Strauss, 17 Cian Healy, 18 Trevor Hogan, 19 Stephen Keogh, 20 Paul O'Donohoe, 21 Fergus McFadden, 22 Girvan Dempsey
  - Entraîneur : Michael Cheika

- Ospreys
  - Titulaires : 15 Lee Byrne, 14 Tommy Bowe, 13 Andrew Bishop, 12 James Hook, 11 Shane Williams, 10 Dan Biggar, 9 Mike Phillips, 8 Ryan Jones, 7 Marty Holah, 6 Jerry Collins, 5 Jonathan Thomas, 4 Alun Wyn Jones, 3 Adam Jones, 2 Huw Bennett, 1 Paul James
  - Remplaçants : 16 Ed Shervington, 17 Ryan Bevington, 18 Ian Gough, 19 Filo Tiatia, 20 Jamie Nutbrown, 21 Gareth Owen, 22 Nikki Walker
  - Entraîneur : Scott Johnson